# Proporcjonalna redukcja błędu
Proporcjonalna redukcja błędu (PRE, od ang. proportional reduction of error) – stosowane w statystyce i rachunku prawdopodobieństwa podejście do pomiaru zależności pomiędzy dwiema zmiennymi w sytuacji, kiedy jedną zmienną przewidujemy na podstawie drugiej. Na podstawie modelu PRE powstało wiele używanych w statystyce współczynników siły związku pomiędzy zmiennymi np. współczynnik lambda.
Przykład: grupa kobiet i mężczyzna wypełnia ankietę, w której podaje swoją płeć oraz zaznacza poziom wykształcenia (podstawowe, średnie, wyższe). PRE obliczamy w następujący sposób:
1. Obliczamy, ile błędów popełnilibyśmy, dokonując predykcji poziomu wykształcenia losowo wybranej osoby z tej grupy, gdybyśmy swoich przewidywań dokonywali tylko i wyłącznie na podstawie rozkładu zmiennej wykształcenie (np. 10% podstawowe, 30% średnie, 60% wyższe).
2. Obliczamy, ile błędów popełnilibyśmy, dokonując predykcji poziomu wykształcenia losowo wybranej osoby z tej grupy, gdybyśmy przewidywali na podstawie informacji o tym, jaka jest płeć wylosowanej osoby i jaki jest rozkład poziomu wykształcenia u osób mających tę samą płeć co wylosowana osoba.
3. Obliczamy, jaki procent błędu przewidywań udało nam się wyeliminować, przewidując zmienną wykształcenie na podstawie zmiennej płeć względem tego, ile błędów popełnilibyśmy wykorzystując do predykcji wyłącznie rozkład zmiennej wykształcenie. Szukana wartość to właśnie PRE. Zauważmy, że im związek pomiędzy płcią i wykształceniem jest silniejszy, tym większa jest redukcja błędu.